# A la corda fluixa
|  | Aquest article tracta sobre la pel·lícula. Si cerqueu la cançó de Johnny Cash, vegeu «I Walk the Line». |

A la corda fluixa (títol original en anglès Walk the Line) és una pel·lícula estatunidenca dirigida per James Mangold, estrenada el 2005 i doblada al català. Es va fer amb un pressupost de 28 milions de dòlars.

## Argument
Walk the Line descriu la vida del cantant de Country Johnny Cash, dels seus començaments en una granja d'Arkansas, fins als seus èxits musicals entre els més grans com Elvis Presley o Carl Perkins, tot passant per la seva relació amb June Carter.

## Repartiment
- Joaquin Phoenix: Johnny Cash
- Reese Witherspoon: June Carter
- Ginnifer Goodwin: Vivian Cash
- Robert Patrick: Ray Cash
- Dallas Roberts: Sam Phillips
- Dan John Miller: Luther Perkins
- Larry Bagby: Marshall Grant
- Shelby Lynne: Carrie Cash
- Tyler Hilton: Elvis Presley
- Waylon Payne: Jerry Lee Lewis
- Shooter Jennings: Waylon Jennings
- Sandra Ellis Lafferty: Maybelle Carter
- Dan Beene: Ezra Carter
- Clay Steakley: W.S. 'Fluke' Holland
- Johnathan Rice: Roy Orbison
- Amy LaVere: Wanda Jackson

## Al voltant de la pel·lícula
- El rodatge es va desenvolupar del 28 de juny al 3 de setembre de 2004 a Arkansas, Los Angeles i Santa Clarita a Califòrnia, a Memphis i Nashville a Tennessee, així com a Mississipi.
- Johnny Cash i June Carter Cash van escollir ells mateixos Joaquin Phoenix i Reese Witherspoon per interpretar el seu paper respectiu.
- Joaquin Phoenix i Reese Witherspoon van tenir sis mesos de curs de cant amb el productor T-Bone Burnett.
- Sony, Universal, Focus Features, Paramount, Columbia i Warner Bros. van llençar el projecte.
- Joaquin Phoenix i Reese Witherspoon interpreten ells mateixos les cançons de la pel·lícula.

## Premis i nominacions

### Premis
- 2006: Oscar a la millor actriu per Reese Witherspoon
- 2006: Globus d'Or a la millor pel·lícula musical o còmica
- 2006: Globus d'Or al millor actor musical o còmic Joaquin Phoenix
- 2006: Globus d'Or a la millor actriu musical o còmica Reese Witherspoon
- 2006: BAFTA a la millor actriu per Reese Witherspoon
- 2006: BAFTA al millor so per Paul Massey, Doug Hemphill, Peter F. Kurland i Donald Sylvester
- 2007: Grammy al millor àlbum de banda sonora compilatòria per pel·lícula, televisió o altre mitjà visual per Joaquin Phoenix, T Bone Burnett i Mike Piersante

### Nominacions
- 2006: Oscar al millor actor per Joaquin Phoenix
- 2006: Oscar al millor muntatge per Michael McCusker
- 2006: Oscar al millor vestuari per Arianne Phillips
- 2006: Oscar al millor so per Paul Massey, Doug Hemphill, Peter F. Kurland i Donald Sylvester
- 2006: BAFTA al millor actor per Joaquin Phoenix
- 2006: BAFTA a la millor música per T Bone Burnett

## Banda original
| Núm. | Títol                      | Composició                  | Interpretació                       | Durada |
| ---- | -------------------------- | --------------------------- | ----------------------------------- | ------ |
| 1.   | «Get Rhythm»               | Johnny Cash                 | Joaquin Phoenix                     | 2:26   |
| 2.   | «I Walk the Line»          | Johnny Cash                 | Joaquin Phoenix                     | 3:20   |
| 3.   | «Wildwood Flower»          |                             | Reese Witherspoon                   | 2:31   |
| 4.   | «Lewis Boogie»             | Jerry Lee Lewis             | Waylon Payne                        | 2:01   |
| 5.   | «Ring of Fire»             | June Carter i Merle Kilgore | Joaquin Phoenix                     | 3:42   |
| 6.   | «You're My Baby»           | Johnny Cash                 | Johnathan Rice                      | 2:12   |
| 7.   | «Cry Cry Cry»              | Johnny Cash                 | Joaquin Phoenix                     | 2:35   |
| 8.   | «Folsom Prison Blues»      | Johnny Cash                 | Joaquin Phoenix                     | 2:52   |
| 9.   | «That's All Right»         |                             | Tyler Hilton                        | 1:46   |
| 10.  | «Juke Box Blues»           |                             | Reese Witherspoon                   | 2:15   |
| 11.  | «It Ain't Me Babe»         | Bob Dylan                   | Joaquin Phoenix i Reese Witherspoon | 3:05   |
| 12.  | «Home of the Blues»        | Johnny Cash                 | Joaquin Phoenix                     | 2:40   |
| 13.  | «Milk Cow Blues»           |                             | Tyler Hilton                        | 2:19   |
| 14.  | «I'm a Long Way From Home» |                             | Shooter Jennings                    | 2:15   |
| 15.  | «Cocaine Blues»            |                             | Joaquin Phoenix                     | 2:50   |
| 16.  | «Jackson»                  |                             | Joaquin Phoenix i Reese Witherspoon | 2:49   |
| 17.  | «Time's a Wastin»          |                             | Joaquin Phoenix i Reese Witherspoon |        |
| 18.  | «I Got Stripes»            | Johnny Cash                 | Joaquin Phoenix                     |        |
| 19.  | «Hey Porter»               | Johnny Cash                 | Joaquin Phoenix                     |        |
| 20.  | «Rock 'N' Roll Ruby»       | Johnny Cash                 | Joaquin Phoenix                     |        |